# Ferrari FXX
De Ferrari FXX is een supersportwagen of hypercar van Ferrari gebaseerd op de Ferrari Enzo. De auto wordt daarom soms ook wel als de super-Enzo aangeduid. De Ferrari FXX maakt deel uit van een speciaal programma genaamd "Corse Clienti" waarbij de klanten van Ferrari gebruikt worden als testrijder.

## FXX-project
Het FXX-project van Ferrari is een uitzonderlijk nieuw project voor het bouwen van de toekomstige ultieme sportwagen. Klanten van deze wagen worden automatisch lid van Team Ferrari en zo ook testrijder. Hun geproduceerde data en testinfo zal vergeleken en aangevuld worden met die van de eigen testrijders van Ferrari.
De FXX vloeit voort uit Ferrari’s grote kennis in het bouwen van sportwagens gecombineerd met haar ervaring in de Formule 1. De auto is niet gehomologeerd voor gebruik op de openbare weg. Hij zal alleen op gesloten circuits gebruikt mogen worden als onderdeel van dit speciale ontwikkelingsprogramma, waarvan deze eerste groep van testrijders deel uitmaakt. De testrijders rijden maar zes keer per jaar in de Ferrari FXX op circuits verspreid over de hele wereld. Ze hebben een contract van 2005 tot 2007: de wagens blijven gedurende die periode bezit van Ferrari. In die twee jaar kun je jezelf, je FXX en een team van Ferrari monteurs naar een beroemd circuit laten overvliegen om daar te gaan rijden. Dit onderhoudscontract kostte 1,5 miljoen euro. De FXX wordt onderhouden door een eigen team van vijftien monteurs, technici en engineers.

## Debuut
De FXX werd in juni 2005 aangekondigd aan de wereldpers. De auto maakte zijn debuut op het speciale Ferrari slotevenement in Mugello in oktober van elk jaar. Enkele weken later was de officiële introductie op de autosalon te Bologna. Hoewel Ferrari aanvankelijk verwachtte twintig exemplaren te zullen verkopen, was de vraag groter en werden er in eerste instantie 29 geproduceerd. Van dit aantal werden er circa twintig actief gebruikt voor tests.

## Ferrari FXX Evoluzione
De data verzameld gedurende de periode 2005-7 werd in de winter van 2007-8 gebruikt voor een "upgrade kit": de Ferrari FXX Evoluzione. De eigenaren van de oorspronkelijke 29 FXX'en konden à 300.000 dollar hun auto laten ombouwen tot een Ferrari FXX Evoluzione. Door dat te doen tekende de eigenaar een vernieuwd contract van 2007 tot 2009. De prestaties zijn er tussentijds licht op vooruit gegaan. De auto onderging tevens enkele uiterlijke wijzigingen met striping op voor-, zij-en achterkant, een ander profiel voor de achtervleugels. en de letters FXX op de neus.

## Michael Schumacher

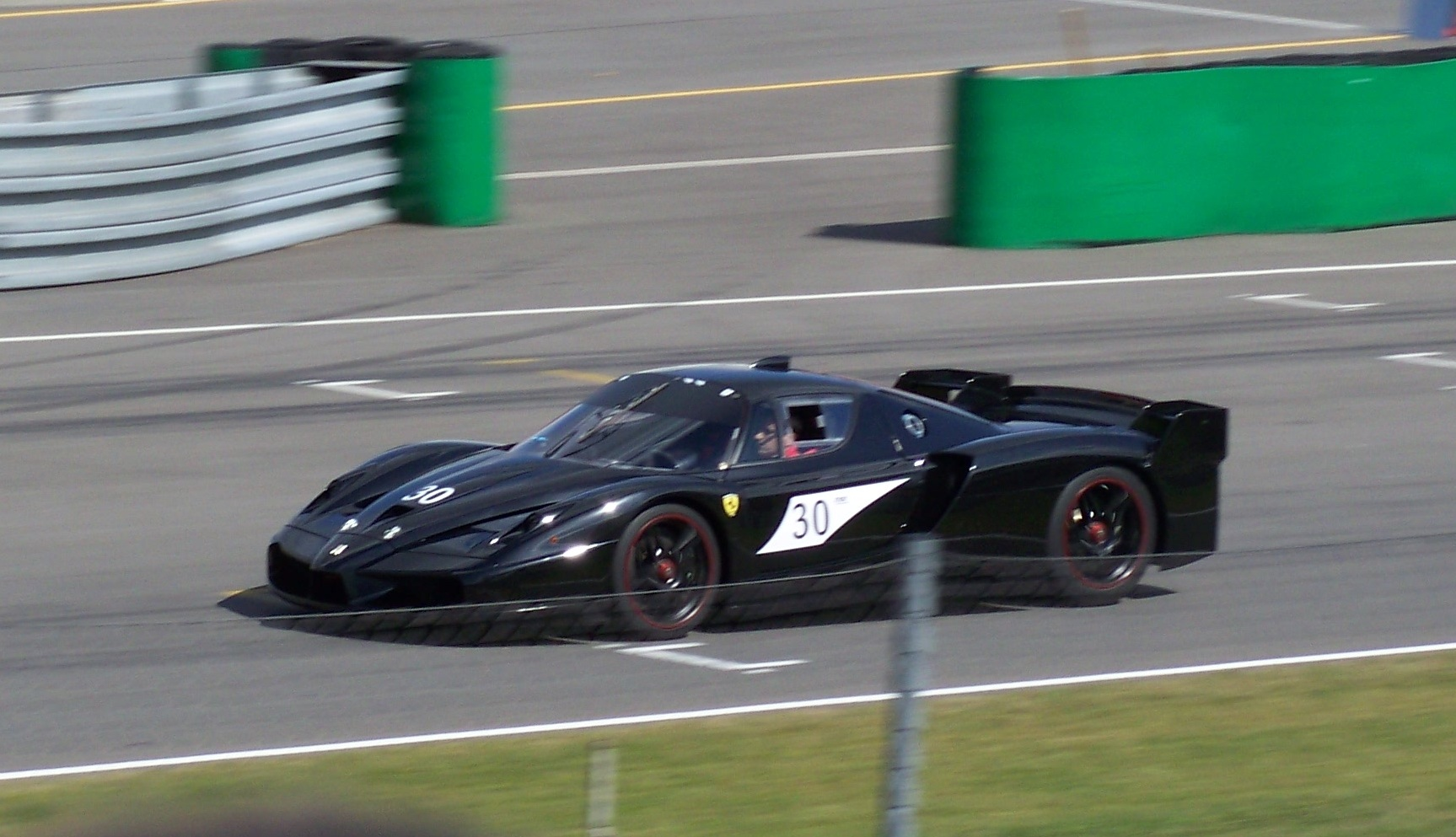
Ferrari FXX nummer 30 de auto van Michael Schumacher

Meest bekende eigenaar van een Ferrari FXX is Michael Schumacher die de auto cadeau kreeg van zijn werkgever Ferrari bij diens afscheid van de Formule 1 in 2006. Deze auto is bijzonder omdat hij als enige zwart van kleur is en zonder striping overlangs. De auto draagt tevens het nummer 30 (de dertigste in productie) plus de initialen van Michael Schumacher (MS) op diverse plaatsen, waaronder op de deuren in het interieur. Daarnaast was Schumacher de enige die de FXX daadwerkelijk mee naar huis mocht nemen om in zijn garage te stallen. 
In de zomer van 2013 werd deze Ferrari te koop aangeboden bij de exclusieve Zwitserse autodealer Garage Zénith in Sion met een kilometerstand van 900 op de klokken: vraagprijs 2,6 miljoen dollar (2,03 miljoen euro).

## Top Gear
Schumacher (vermomd als The Stig) reed in deze auto op 21 juni 2009 in een uitzending van Top Gear de destijds snelste ronde ooit op het Top Gear-testcircuit (Dunsfold Aerodrome) in 1.10.7. De score werd vervolgens van het bord gehaald omdat de auto op slicks (speciale racebanden voor droog weer) reed en geen productieauto is.

## Waarde
Er zijn in totaal 38 exemplaren van de FXX gebouwd: naast de 29 oorspronkelijke en de speciale zwarte 30ste, waarschijnlijk ook nog een aantal extra FXX Evo's. De actuele waarde van een FXX schommelt tussen de $1,5-2.000.000.
Een van de FXX'en is later (als enige?) voor weggebruik omgebouwd.

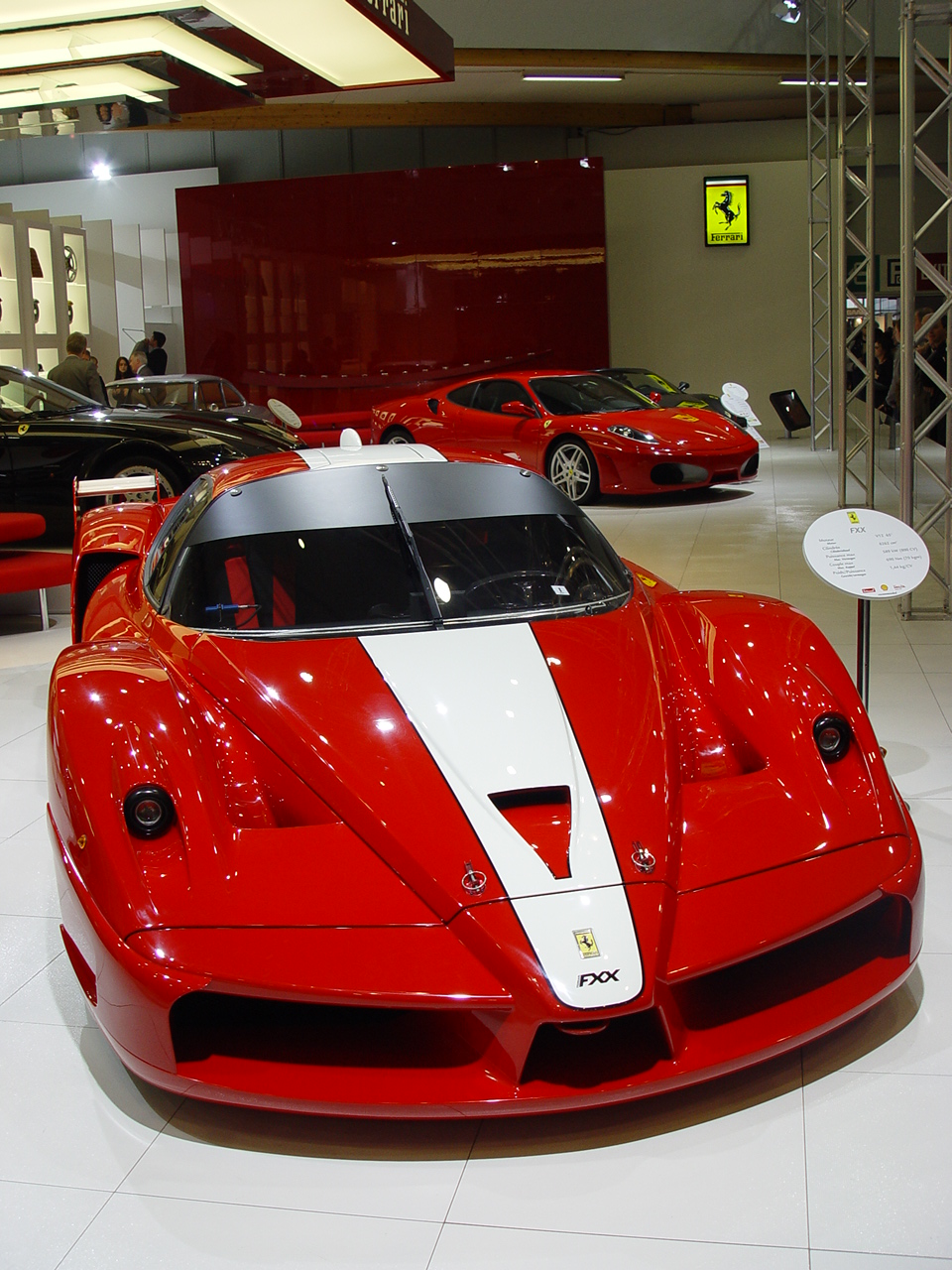
De Ferrari FXX op het autosalon van Brussel 2006.